# Liga ASOBAL de 1991–92
A Liga ASOBAL de 1991–92 foi a segunda edição da Liga ASOBAL como primeira divisão do handebol espanhol. Com 16 equipes participantes o campeão foi o FC Barcelona Handbol.

## Artilheiros
| Jogador             | Gols | Time                |
| ------------------- | ---- | ------------------- |
| Valery Gopin        | 227  | Puleva Maristas     |
| Kim Gronnemose      | 193  | Sdad Conquense      |
| Juan Alemany        | 177  | Avidesa Alzira      |
| Bogdan Wenta        | 163  | Elgorriaga Bidasoa  |
| Eugenio Rodríguez   | 152  | CajaPontevedra      |
| Oleg Lvov           | 152  | Mepamsa San Antonio |
| Zoran Puzović       | 149  | Juventud Alcalá     |
| Jan Rönnberg        | 145  | Gáldar Tres de Mayo |
| Juan Carlos Auserón | 144  | Arcos Valladolid    |
| Jordi Fernández     | 143  | Granollers          |